# Datová matice
Datová matice (Data Matrix) je dvourozměrný kód sestávající z černých a bílých „buněk“ nebo teček uspořádaných do čtvercového nebo obdélníkového vzoru, známého také jako matice. Informace, která se má zakódovat, mohou být textová nebo číselná data. Obvyklá velikost dat je od několika bajtů až po 1556 bajtů. Délka zakódovaných dat závisí na počtu buněk v matici. Ke zvýšení spolehlivosti se často používají kódy pro opravu chyb: i když je jedna nebo více buněk poškozeno, takže je nečitelná, lze zprávu stále přečíst (např. Reedovy–Solomonovy kódy). Symbol datové matice může uložit až 2 335 alfanumerických znaků.
Specifikace datové matice je, stejně jako QR Code, uveřejněna jako volné dílo (public domain).

## Historie
Data Matrix byl vyvinut společností RVSI/Acuity SyMatrix (nyní pod Siemens) v říjnu 2005.
V květnu 2006 vytvořil německý počítačový programátor Bernd Hopfengärtner na pšeničném poli velkou datovou matici (podobně jako kruhy v obilí). V červnu 2011 pařížský tetovací umělec K.A.R.L. jako součást propagace skotské whisky Ballantine[5] vytvořil první animované tetování na světě využívající kód Data Matrix v procesu spolupráce přenášeném živě na Facebooku.

## Aplikace kódu

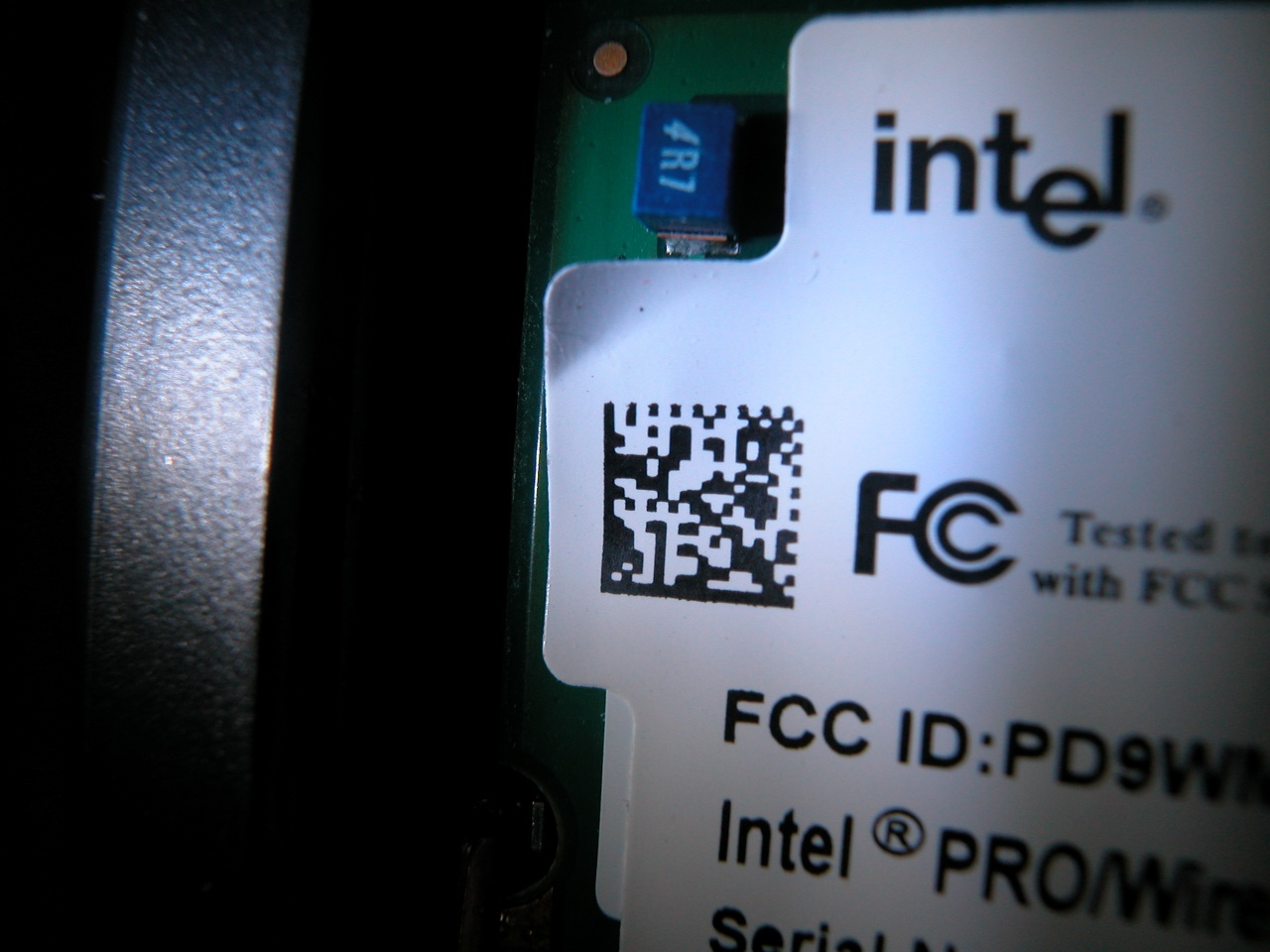
Datová matice na kartě Mini PCI kóduje sériové číslo 15C06E115AZC72983004

Nejoblíbenější aplikací pro datovou matici je označování malých položek díky schopnosti kódu zakódovat padesát znaků do symbolu, který je čitelný na 2 nebo 3 mm2, a skutečnosti, že kód lze číst pouze s 20% kontrastním poměrem.
Kódy datové matice se používají v potravinářském průmyslu v systémech autokódování, aby se zabránilo nesprávnému zabalení a datování potravin. Mohou také sloužit k inventarizaci sbírkových předmětů a podobně.
Příklady použití datové matice v umění jsou uvedeny v odstavci Historie.